# نقد اسلام‌گرایی
تفکرات و اعمال رهبران، مبلغان، و جنبش‌های احیای اسلامی که تحت عنوان اسلام‌گرایی (همچنین اسلام سیاسی) شناخته می‌شود، توسط مسلمانان (اغلب جنبش‌های لیبرال‌ها، و مدرنیست‌های اسلامی) و همچنین غیر مسلمانان نقد شده است. ماجد نواز، رضا اصلان، عبدالوهاب مدب، محمد سعید العشماوی، خالد ابو الفضل، Gilles Kepel، و Matthias Küntzel، و Joseph E. B. Lumbard، و اولیویه روآ، در میان آن نویسندگان و محققانی قرار دارند که اسلام‌گرایی، یا عنصری از آن را نقد کرده‌اند.